# Steven Choi
Steven Seokho Choi (ur. 15 stycznia 1944 roku w Seulu) – amerykański polityk Partii Republikańskiej koreańskiego pochodzenia z hrabstwa Orange w Kalifornii. Obecnie pełni funkcję burmistrza miasta Irvine. Zanim został burmistrzem, był jednym z dwóch Amerykanów pochodzenia koreańskiego, który zasiadał w radzie miejskiej Irvine oraz był pierwszą osobą pochodzenia azjatyckiego, która została wybrana na czteroletnią kadencję do rady miasta. Choi zwrócił na siebie uwagę mediów w 2008 roku swoimi islamofobicznymi uwagami kiedy to nazwał Council for American Islamic Relations „niebezpieczną organizacją islamską”. Później przegrał wybory do zgromadzenia stanowego. W 2012 został wybrany na burmistrza miasta pokonując radnego Larrego Agrana.

## Edukacja i kariera nauczycielska
Steven Choi uzyskał stopień bakałarza na Kyung Hee University w Seulu w Korei Południowej. Do Stanów Zjednoczonych przybył w sierpniu 1968 roku wraz z Korpusem Pokoju, gdzie był instruktorem językowym. Kontynuował swoją edukację osiągając stopień magistra bibliotekoznawstwa na Stanowym Uniwersytecie Louisiany a następnie osiągną stopień doktora bibliotekoznawstwa i nauk informatycznych na University of Pittsburgh.
Uczył na kilku uniwersytetach i college'ach włączając w to Uniwersytet Południowej Kalifornii, Uniwersytet Kalifornijski w Irvine, Stanowy Uniwersytet w Los Angeles, Stanowy Uniwersytet Henderson w Arkansas, Saddleback College i ostatnio Coastline Community College. Założył i pracował jako dyrektor Dr. Choi’s Academy.

## Kariera polityczna
Choi został wybrany do rady miejskiej 2 listopada 2004 roku stając się pierwszym Amerykaninem azjatyckiego pochodzenia, który został wybrany na czteroletnią kadencję do rady. Choi i Sukhee Kang (wybrany na dwuletnią kadencję tego samego dnia) stali się pierwszymi Amerykanami azjatyckiego pochodzenia wybranymi do rady miasta Irvine.
Pomimo że Irvine jest miastem sprzyjającym głównie republikanom, w radzie miejskiej zasiadało trzech demokratów (Sukhee Kang, Larry Agran i burmistrz Beth Krom) oraz dwóch republikanów (Steven Choi i Christina Shea). Choi podczas negocjacji w sprawie ustanowienia siostrzanego miasta z jednym z chińskich miast, skutecznie przeciwstawiał się chińskim żądaniom aby Irvine zerwało długoletnie relacje z miastem Taoyuan na Tajwanie
Choi jest przewodniczącym Orange County Public Library Advisory Board w którego skład wchodził burmistrz miasta, członkowie rady miasta oraz dwudziestu siedmiu miast z hrabstwa Orange. Jest także przewodniczącym Irvine Library Advisory Committee. Pracuje również w Orange County Great Park Corporation Board, Irvine Redevelopment Agency, Orange County Sanitation District Board i innych komitetach miejskich. Jego wizją jest zbudowanie Wielkiego Parku oraz nowej biblioteki miejskiej.
Dodatkowo jest członkiem Concordia University President's Advisory Council reprezentantem miasta w Growth Management Areas 4 and 9 i Newport Bay Watershed Executive Committee.

## Życie prywatne
Choi ze swoją żoną Janie, mają dwójkę dzieci. Mieszka w Irvine od 1993 roku wcześniej, w latach 1981- 1993 mieszkał w Mission Viejo w Kalifornii. Oboje jego dzieci uczęszczały do publicznej szkoły w Irvine. Syn Daniel ukończył studia na Uniwersytecie Stanforda a obecnie studiuje medycynę na UC San Diego School of Medicine. Córka Michelle studiowała na UC San Diego, a obecnie studiuje prawo na University of Michigan Law School.